# Arménie na Letních olympijských hrách 2020
Arménie se zúčastnila Letních olympijských her 2020 a reprezentovalo ji 17 sportovců v 8 sportech (14 mužů a 3 ženy). Na zahájení her byli jako vlajkonoši výpravy současně Varsenik Manucharyanová a Hovhannes Bachkov. Země i přes historicky nejnižší počet svých sportovců dokázala vybojovat dvě stříbrné a dvě bronzové medaile.

## Medailisté
| Medaile | Jméno             | Sport                | Disciplína                  | Datum    |
| ------- | ----------------- | -------------------- | --------------------------- | -------- |
| Stříbro | Artur Aleksanjan  | Zápas                | Muži – řecko-římský do 97kg | 3. srpna |
| Stříbro | Simon Martirosjan | Vzpírání             | Muži – do 109 kg            | 3. srpna |
| Bronz   | Artur Davtjan     | Sportovní gymnastika | Muži – přeskok              | 2. srpna |
| Bronz   | Hovhannes Bačkov  | Box                  | Muži – do 63 kg             | 6. srpna |